# FC 04 Blücher Stettin
FC 04 Blücher Stettin was een Duitse legervoetbalclub uit de Pommerse stad Stettin, dat tegenwoordig het Poolse Szczecin is.

## Geschiedenis
De club werd in 1904 opgericht. In de jaren twintig speelde de club in de Kreisliga Stettin/Stargard, onderdeel van de Pommerse competitie en eindigde steevast in de middenmoot. Na een degradatie in 1932 slaagde de club er niet meer in te promoveren.
Na het einde van de Tweede Wereldoorlog werden alle Duitse voetbalclubs ontbonden, Stettin werd nu een Poolse stad en de club hield op te bestaan.